# Миле Манолев
Миле Илия Манолев (на македонска литературна норма: Миле Илија Манолев) е офицер, военен пилот, бригаден генерал от Република Македония.

## Биография
Роден е на 9 октомври 1948 г. в Струмица. Основно образование завършва в родния си град, а през 1965 г. и гимназия на военновъздушните сили в Мостар. От 1965 до 1968 г. учи във Военновъздушната академия в Задар и Пула. В периода 1968 – 1976 г. е пилот на атакуващ изтребител в гарнизоните в Петровац и Прищина. Между 1976 и 1978 г. е командир на авиационно отделение. От 1978 до 1981 г. е заместник-командир на бойна авиационна ескадрила и помощник по техниките за пилотиране. През 1981 г. завършва Команднощабната академия на Военновъздушните сили и противовъздушната отбрана. След това за 1 година до 1982 г. е офицер за обучение на пилоти в симулатори в боен авиополк. От 1982 до 1983 г. е помощник началник-щаб по оперативно-обучителната работа във военновъздушна база в Прищина. Между 1984 и 1985 г. е началник-щаб и заместник-командир на военновъздушна база пак там. В периода 1986 – 1989 г. е командир на базата. Между 1989 и 1992 г. е началник на авиационния отдел на 3-та военна област в Скопие. В периода 1992 – 1996 г. е командир на Военновъздушните сили и противовъздушната отбрана на Република Македония. От 1996 до 1999 г. е помощник-началник на Генералния щаб по Военновъздушните сили и противовъздушната отбрана. През 1997 г. завършва Колежа по отбраната на НАТО в Рим. Излиза в запаса на 8 ноември 1999 г. Лети на самолетите АЕРО 3”, „ГАЛЕБ“, „У-66/75“, „ТВ 2”, „F86Е“, „F86Д“, „МИГ 21“. През 2000 г. се кандидатира за кмет на Скопие, но успява да спечели изборите. От 2000 до 2002 г. е генерален секретар на партия. През 2001 г. е национален координатор за безопасност и сигурност на въздушното пространство при правителството на Република Македония. От 2001 до 2002 г. е генерален директор на Управлението за гражданска авиация. Меожду 2003 и 2006 г. е подпредседател на Либералната партия. В периода 2010-2014 г. е посланик на Република Македония в Египет. Ръководи неправителствената организация Център за политика по сигурността (от 2001).

## Военни звания
- Подпоручик (1968), пилот
- Поручик (1971)
- Капитан (1974)
- Капитан 1 клас (1977)
- Майор (1981)
- Подполковник (1985)
- Полковник (1990)
- Бригаден генерал (18 август 1997)

## Награди
- Орден за военни заслуги със сребърни мечове, 1976 година;
- Орден на Народната армия със сребърна звезда, 1982 година;
- Орден за народ със сребърна звезда, 1987 година.